# Kyle Reese
Kyle Reese è un personaggio immaginario del franchise di Terminator. Nella maggior parte delle opere in cui appare, Reese è un sergente della resistenza umana dal temperamento disperato e turbolento, in un futuro postapocalittico dove la maggior parte dell'umanità è stata spazzata via in una micidiale guerra nucleare scatenata da una malvagia intelligenza artificiale, chiamata Skynet.
Il personaggio appare per la prima volta nel film del 1984 Terminator, in cui è interpretato da Michael Biehn. In seguito Kyle Reese è stato interpretato da Jonathan Jackson nella serie TV Terminator: The Sarah Connor Chronicles (2008), da Anton Yelchin in Terminator Salvation (2009) e da Jai Courtney in Terminator Genisys (2015).

## Casting
Inizialmente per il ruolo di Reese in Terminator fu contattato Arnold Schwarzenegger (poi interprete del Terminator) poiché la Orion Pictures voleva una star la cui popolarità stesse aumentando negli Stati Uniti ma che avesse appeal anche all'estero. Il co-fondatore della Orion Mike Medavoy incontrò Schwarzenegger e mandò al suo agente la sceneggiatura di Terminator. Cameron era dubbioso sul casting di Schwarzenegger come Reese poiché riteneva che gli sarebbe servito qualcuno di ancora più grosso per interpretare il Terminator. Cameron accettò quindi di incontrare Schwarzenegger, ma mise a punto un piano per non includerlo nel film: aveva infatti progettato di litigare con l'attore e di riferire poi alla Hemdale che non lo aveva trovato idoneo per il ruolo. Dopo l'incontro, Cameron tornò da Daly e disse che Schwarzenegger non avrebbe interpretato Reese, ma che "avrebbe interpretato un Terminator infernale". Per il ruolo furono quindi suggeriti vari altri interpreti, tra cui il musicista rock Sting. Cameron scelse Biehn, che originariamente era scettico e riteneva che il film fosse sciocco. Dopo aver incontrato Cameron, Biehn dichiarò che i suoi "sentimenti sul progetto erano cambiati". La co-produttrice Gale Anne Hurd affermò che "quasi tutti gli altri che erano venuti ai provini erano così duri che non avresti mai creduto che ci fosse questa connessione umana tra Sarah Connor e Kyle Reese. Non hanno molto tempo per innamorarsi. Molta gente entrava e non riusciva a tirarlo fuori". Per entrare nel personaggio, Biehn studiò la resistenza polacca.

## Apparizioni nei film

### Terminator
Kyle Reese appare per la prima volta nel film Terminator (1984). Nato tra il 2002 e il 2003, 5 anni dopo la guerra nucleare scatenata il 29 agosto 1997 dall'intelligenza artificiale "Skynet". Kyle era cresciuto soffrendo la fame, imparando a fabbricare esplosivi, evitare le macchine assassine Hunter-Killer e usare contro Skynet le sue tecnologia finché non era stato catturato e internato in un lager crematorio; le violenze e la durezza del mondo postapocalittico ne avevano compromesso il carattere, tanto che nel film dimostra un temperamento tormentato ed ossessionato dagli scontri. Il campo di concentramento era stato poi liberato da un movimento di resistenza guidato da John Connor. Dopo aver lasciato il campo, Kyle si era unito volontariamente alla resistenza, combattendo nella 132ª divisione agli ordini del maggior generale Justin Perry dal 2021 al 2027 prima di venire assegnato come sergente alla divisione Tech-Com sotto John Connor in persona. Kyle e John erano quindi diventati grandi amici, tanto che quest'ultimo aveva regalato a Kyle una vecchia foto della madre Sarah che perderà durante uno scontro a fuoco. Al trentaduesimo anno dall'olocausto nucleare, nel 2029 la resistenza era stata in grado di distruggere la griglia difensiva di Skynet, penetrando nel suo complesso principale per distruggerlo. Skynet aveva quindi tentato una mossa finale: usando una macchina del tempo aveva inviato una delle sue macchine più temute, un Terminator modello 101 di aspetto umano, al 12 maggio 1984 per uccidere la madre di John Connor, Sarah. Kyle si era quindi offerto volontario per trovare il laboratorio in cui era situata la macchina del tempo ed essere inviato a proteggere Sarah nel 1984; il laboratorio viene poi distrutto. Nonostante Skynet sia stata sconfitta, la morte di Sarah Connor nel 1984 potrebbe causare la cancellazione dell'esistenza stessa di John Connor e della resistenza stessa, tanto da far assurgere il viaggio nel tempo a battaglia finale per il destino dell'umanità intera.
Arrivato nella Los Angeles del 12 maggio 1984 nudo e disarmato, Kyle si organizza rapidamente e trova Sarah, pedinandola per non allarmarla. Non conoscendo l'aspetto esteriore del Terminator, Kyle è costretto a lasciarlo avvicinare a Sarah, individuandolo e respingendolo proprio all'ultimo istante e riuscendo a sfuggirgli in auto grazie alle sue abilità di guida apprese nel futuro. Sintetizzata brevemente la gravità della situazione, inclusa l'estrema difficoltà riesce a convincere Sarah della sua sincerità, per poi essere nuovamente raggiunti dal T-800. Nonostante Kyle riesca a colpirlo più volte con il suo fucile calibro 12 il cyborg sfugge loro e vengono catturati e condotti in una caserma della polizia.
Irritato per lo scetticismo della polizia, che lo considera un folle irrazionale, Kyle viene ritenuto un imputato mentre Sarah può dormire protetta nella caserma stessa, ma vengono assaltati dal Terminator che, grazie alla sua incredibile resistenza, può facilmente avere la meglio su tutti i presenti: uno scenario già vissuto da Kyle nel futuro, ove ignoti Terminators indistinguibili dagli uomini irrompono nei nascondigli segreti degli umani facendone strage. I due riescono a scappare e trascorrono la notte sotto un ponte prima di cercare rifugio in un motel, dove assemblano alcune bombe. Esausto ed insonne, Kyle rivela a Sarah di non aver mai avuto una relazione, di essersi innamorato di lei guardando la sua foto e di aver viaggiato nel tempo solo per poterla incontrare: nonostante le differenze di carattere, tra i due nasce l'amore ed hanno un rapporto sessuale. Nella stessa notte, il Terminator scopre il loro nascondiglio nel motel, e Kyle e Sarah riescono ad anticiparlo, fuggendo con un pick-up. In moto Kyle cerca di ucciderlo con bombe, ma rimane anzi ferito. La donna, preso il volante, fa cadere il Terminator dalla sua moto perdendo a sua volta il controllo del mezzo, che si ribalta. Il Terminator, rialzatosi dopo essere stato travolto da un camion cisterna, sale alla guida del mezzo, mettendosi all'inseguimento dei due, che sono fuggiti a piedi. Kyle fa scivolare una bomba tubo nel rimorchio del combustibile del camion, provocandone l'esplosione; il Terminator non è rimasto leso in alcun modo, fatto che sorprende visibilmente anche Kyle, riprendendo l'inseguimento all'interno di una fabbrica. Kyle attiva i macchinari della fabbrica per cercare di confondere il Terminator e lo attacca con un tubo metallico, ma ormai allo stremo delle forze, rimane ucciso nel tentativo di avvicinargli una bomba. Il sacrificio dell'uomo dà solo un piccolo momento di tregua a Sarah, tanto che il Terminator la insegue nuovamente passando sopra il suo cadavere, ma la donna riuscirà a sconfiggerlo schiacciandolo sotto una pressa idraulica.
Viene poi rivelato che Sarah è incinta di Reese, quindi alterando il naturale corso degli eventi John Connor è suo figlio.

### Terminator 2 - Il giorno del giudizio
Michael Biehn riprende il suo ruolo per un cameo in Terminator 2 - Il giorno del giudizio (1991), in una scena esclusa dalla versione cinematografica ma ripristinata nelle versioni estese del film. In essa Sarah, dopo essere stata sedata al Pescadero State Hospital, ha un incubo in cui Kyle le appare nella sua cella, rinnovando il suo amore per lei e ricordandole il pericolo imminente e la necessità di proteggere il loro figlio John. Tuttavia, quando Kyle esce dalla cella, Sarah lo segue disperatamente e si ritrova in un parco giochi con numerosi bambini, i quali vengono bruciati e uccisi (così come lei) da un'esplosione nucleare.
John Connor viene informato dal T-800 alleato sulla sua paternità e sull'incredibile paradosso temporale dell'essere figlio di un uomo non ancora nato, intuendo anche quanto la madre Sarah sia ancora legatissima all'amato.

### Terminator Genisys
Nel 1973 ignoti inviano un T-800 (soprannominato "Guardiano") a protezione di una giovanissima Sarah Connor. Nel 2029 Kyle Reese viene mandato indietro nel 1984 per difendere Sarah Connor da un T-800 spedito da Skynet (come da normale corso della storia in Terminator), ma durante il teletrasporto John Connor viene attaccato da un commilitone/Terminator: Kyle acquisisce ricordi che non ha mai avuto, legati alla parola "genisys". Arrivato nel 1984, verrà raggiunto da Sarah e dal T-800 che sconfiggono un T-1000 di origine ignota: la risoluta ragazza spiega di aver già sconfitto il T-800 antagonista del primo film, ma anche che i cronotrasporti dei vari terminators negli anni hanno reso imprevedibile il corso del futuro; Kyle e Sarah decidono di tentare un viaggio nel 2017, basandosi sulle memorie acquisite da Kyle durante il suo teletrasporto. Nel 2017 incontrano a sorpresa John ma si rivela un avanzatissimo T-3000 ibrido robot-carne: il terminator del 2029 lo ha reso un cyborg, e si trovava nel 2017 per supervisionare di persona gli eventi che porteranno alla rivolta delle macchine.